# 海澄軒

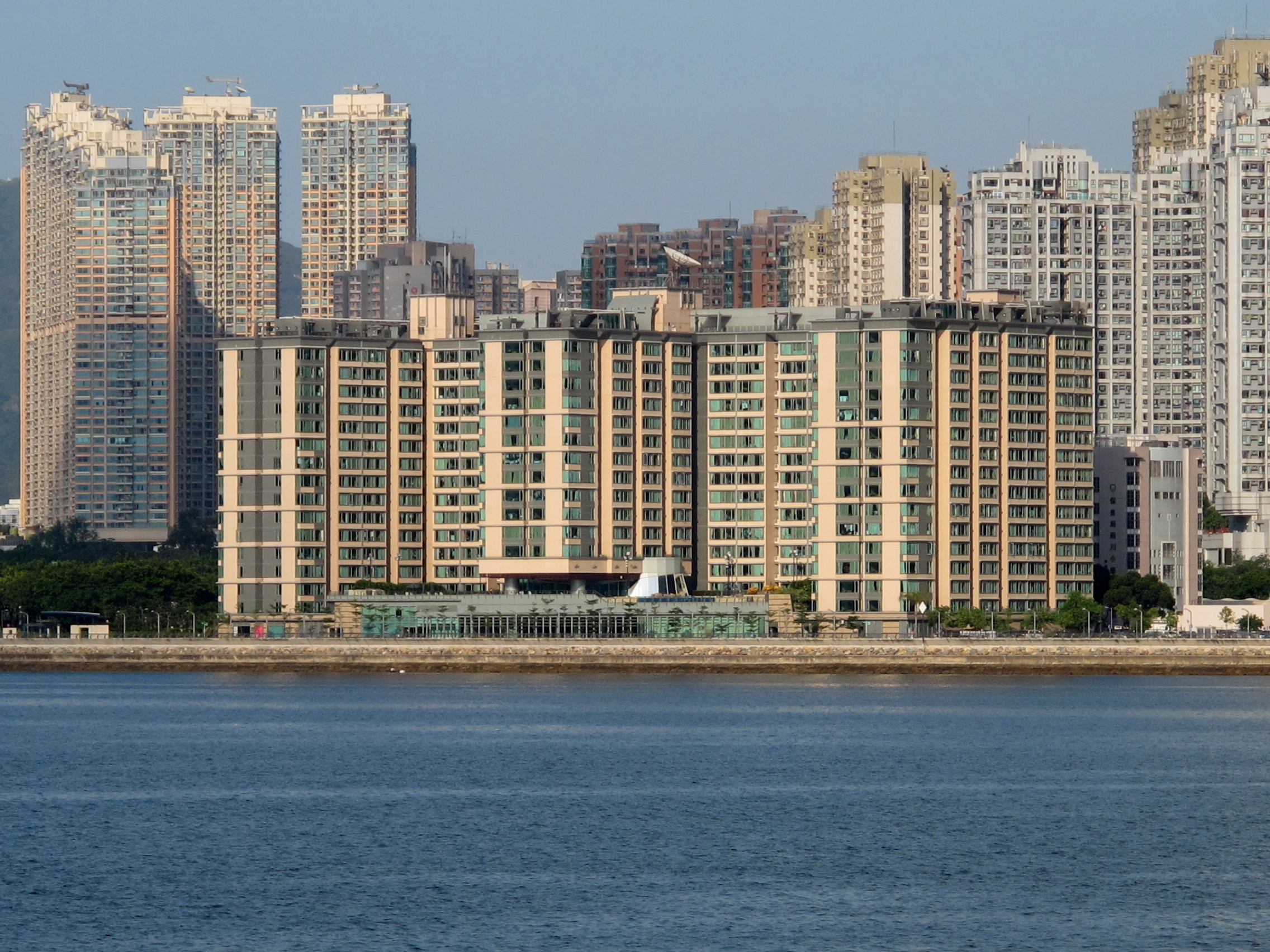
海澄軒

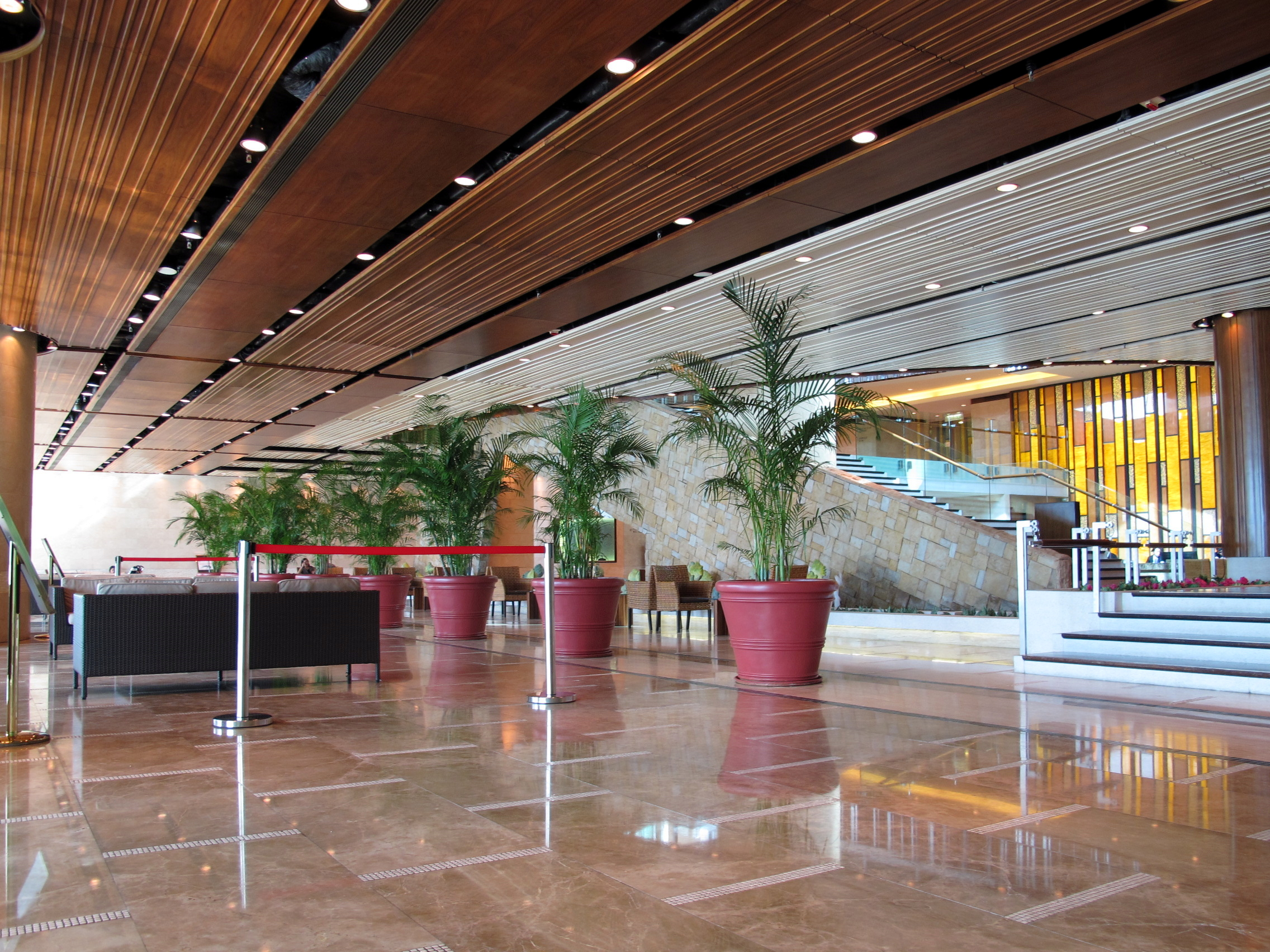
大堂

海澄軒（英語：Horizon Suite Hotel）全名海澄軒海景酒店，是香港的服務式住宅，位於新界馬鞍山鞍駿街29號，鄰近港鐵馬鞍山站。與海灣軒、海韻軒及雍澄軒同樣是長江實業集團屬下四間「家庭式酒店」之一。
長江實業以每平方呎僅200港元的超低價投得這幅臨海酒店地皮，其後建成海澄軒。
海澄軒以「E」字型設計，分為東苑、御苑及西苑三部分，間房全部附連家具、裝修及備餐間，面積623-1,088平方呎，分為兩房兩廳及三房兩廳間隔，於2002年10月開業。海澄軒依吐露港而建，乃全香港唯一可開窗之酒店。

## 設施
- 游泳池／兒童嬉水池
- 男、女桑拿室
- 健身室
- 兒童圖書館／玩具集中營
- 消閒娛樂室
- 水療美容中心
- 天澄閣中菜廳

## 未來規劃
2020年初，長實集團向城規會遞交申請改劃七成樓面作住宅用途，但同年底再向城規會更改之前的建議，改劃純住宅發展，提供758個住宅單位，涉48.29萬平方呎，城規會於2021年2月26日同意上述建議。2023年7月10日，長實公佈改劃住宅已經獲批，涉及772個住宅單位，佔地約8.44萬平方呎，之後會進行補地價程序。

## 外部参考
- 官方網站